# Marktbrunnen Bad Kreuzen

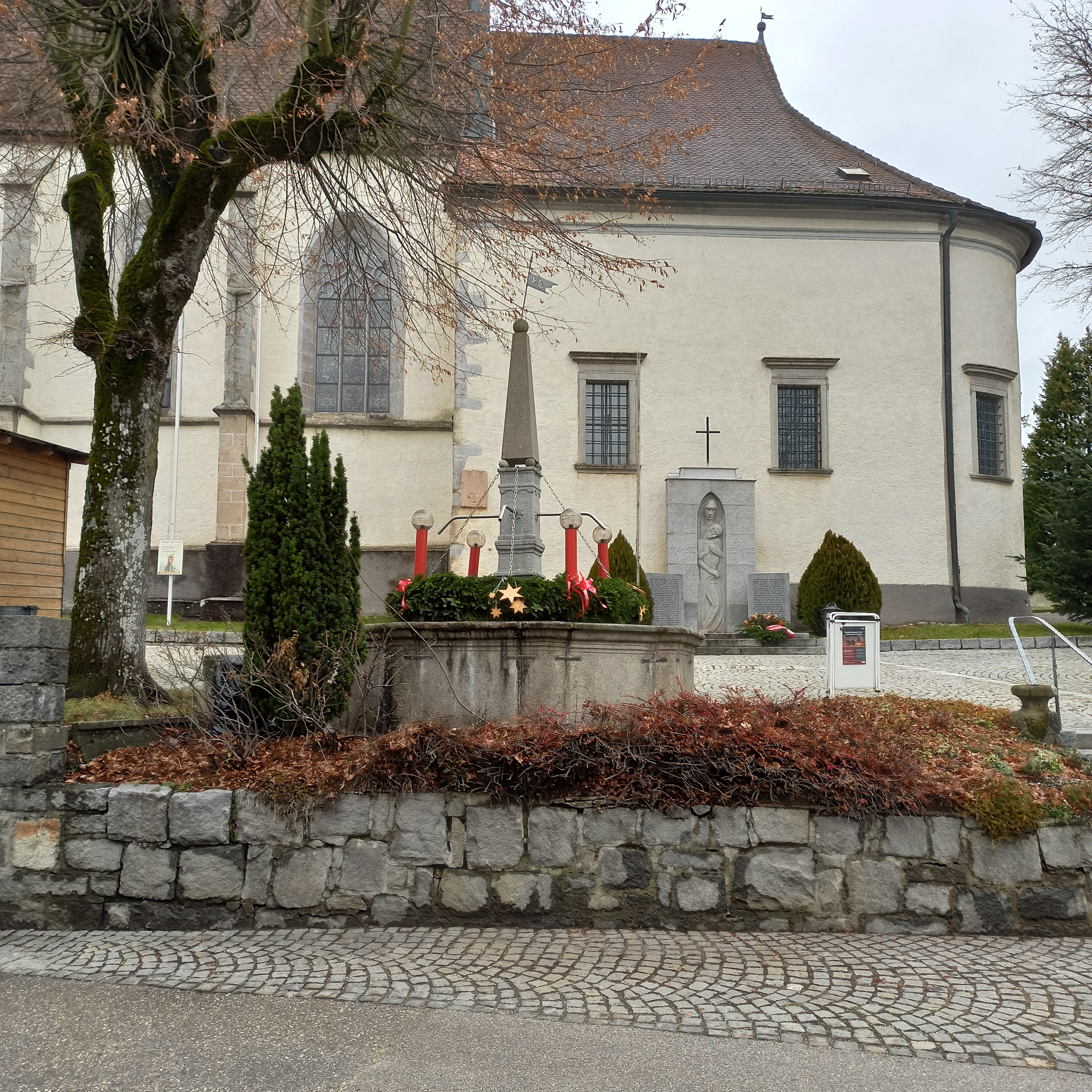
Marktbrunnen in Bad Kreuzen

Der Marktbrunnen steht am Marktplatz südlich der Pfarrkirche Bad Kreuzen in der Marktgemeinde Bad Kreuzen im Bezirk Perg in Oberösterreich. Der Brunnen steht unter Denkmalschutz (Listeneintrag).

## Beschreibung
In einem achtseitigen frühbarocken Becken steht mittig ein Pfeiler mit der Jahresangabe 1872. Der Pfeiler beinhaltet ältere Teile vermutlich vom ehemaligen Pranger und trägt eine Fahne als Blechschnitt mit 1636. Neben dem Brunnen befinden sich drei Steinbaluster mit den Bezeichnungen PBB 1692, PAB 1693 und FBP 1694.